# Noel Rosa
Noel Rosa, all'anagrafe Noel de Medeiros Rosa (Rio de Janeiro, 11 dicembre 1910 – Rio de Janeiro, 4 maggio 1937), è stato un cantautore, chitarrista e compositore brasiliano.

## Biografia
Considerato uno dei più grandi artisti della musica popolare brasiliana, diede una nuova svolta al samba, combinando le sue radici afro-brasiliane con un linguaggio più urbano.
Morì a soli 26 anni, di tubercolosi.

## Omaggi
- In suo onore è stato chiamato un tunnel nel quartiere di Vila Isabel a Rio de Janeiro.

## Nella cultura di massa
- Nel 2006 è uscito un film sulla sua vita, Noel - Poeta da Vila, dove è tra l'altro descritta la sua rivalità - non solo artistica - con Mario Lago.

## Riconoscimenti e onorificenze
- 2011 - Prêmio da Música Brasileira[3]
- 2016 - Ordine al merito culturale[4]